# Dème de Potamiá

Le dème de Potamiá, en grec moderne : Δήμος Ποταμιάς / Dímos Potamiás, est un ancien dème du district régional de Lárissa, en Thessalie, Grèce. Depuis 2010, il est fusionné au sein du dème d'Elassóna. 
Selon le recensement de 2011, la population du dème compte 4 187 habitants.